# Zakuklená kosmická loď
Zakuklená kosmická loď (v anglickém originále The Mothballed Spaceship) je vědeckofantastická povídka amerického spisovatele Harryho Harrisona, která vyšla v antologii Astounding: John W. Campbell Memorial Anthology z roku 1973 sestavené H. Harrisonem na počest Johna W. Campbella.
Česky vyšla v roce 1998 v povídkové sbírce Ocelové vize a předtím v roce 1994 pod názvem Kosmická loď plná pavučin v časopise Ikarie č. 1994/05. 
Povídku lze zařadit do série Planety smrti, vystupuje v ní Jason dinAlt, protagonista tohoto cyklu.
Chronologicky náleží mezi třetí (Třetí planeta smrti) a čtvrtý díl série (Čtvrtá planeta smrti 1: Návrat na planetu smrti).

## Námět
Jason dinAlt získal se svými společníky ve vesmíru obrovský kredit po úspěšné operaci na planetě Felicity. Teď na něj čeká další úkol, vláda Země si jej spolu s jeho týmem najala, aby zabránil invazi vesmírných pirátů a hrdlořezů. K tomu má dopomoci vyřazená gigantická bitevní loď s výkonnými motory a děly. Nebude to však jednoduché, problémem bude už jen se do mohutné kosmické lodi dostat...

## Postavy
- Jason dinAlt – hlavní hrdina, vesmírný dobrodruh
- Kerk Pyrrus – vůdce Pyrranů
- Meta – pyrranská pilotka kosmické lodi a přítelkyně Jasona dinAlta
- admirál Djukich – velitel letectva planety Země
- Shrenkly – velitel pozemského kódovacího oddělení

## Planety
- Felicity
- Země

## Děj
Pozemšťané se připravují na nájezd Rimů – vesmírných pirátů, a hodlají k tomu využít několik tisíc let starou zakonzervovanou válečnou loď s ničivou palebnou silou, silnými motory a příznačným jménem Nezničitelná. Má to však háček, do kosmické lodi se nejde dostat. Jakékoli pokusy o vniknutí končí smrtí narušitelů. Velení Země si pro tento úkol najme Jasona din Alta a jeho pyrranské přátele. Jason jako zkušený licitátor vyjedná navýšení odměny z 500 milionů na 1 miliardu. Na úkol mají 30 dní.
Loď komunikuje a Jasona napadne vysílat kódované signály k prolomení bezpečnostní bariéry. Metoda je ale příliš zdlouhavá a tak je třeba přistoupit k přímočařejší akci. Využije roje balvanů mířícího k lodi, který poslouží jako klamný cíl. Jason a Kerk se nepozorovaně dostanou do lodi, kde je zaregistruje vnitřní bezpečnostní okruh. Loď aktivuje autodestrukční program. Ten dokáže v poslední chvíli deaktivovat Meta, která přijde na příslušné heslo. To zní "haltu", což znamená v esperantu stop. 